# Plage de Trescadec
La plage de Trescadec dite « Grande plage d'Audierne » est une plage de sable fin située dans la rade d'Audierne dans le Finistère en France. Le phare blanc et rouge de Trescadec domine cette grève depuis 1887.

## La plage de Trescadec...
Elle forme à marée basse avec les plages du Pouldu, de Saint-Évette et de Pors-Péré, un ensemble continu en arc-de-cercle d'environ 1,5 kilomètre. Cet  ensemble est délimité perpendiculairement par les 215 mètres du môle du Raoulic et par l'embarcadère de l’île de Sein à Esquibien avec sa cale et sa grande digue de 400 mètres. La plage de Trescadec en elle-même présente une longueur de 600 mètres du môle jusqu'au ruisseau dit « de Kerancor » la délimitant approximativement de sa consœur du Pouldu en Esquibien. Un talus dunaire sépare la plage de l'avenue Manu Brusq qui longe cette dernière. Là le phare de Trescadec sert d'alignement pour les marins avec le phare de Kergadec, situé plus haut sur la commune.

## ...et le phare de Trescadec
Ce phare est constitué d'une tourelle cylindrique de maçonnerie de 9,50 mètres de hauteur. Il s'agit de l'ancienne tourelle des Capucins qui formait un alignement au 345° avec le phare du Raoulic. Construite en 1856, elle fut démontée puis remontée à Trescadec en 1887, remplacée par un amer pyramidal. Le feu fixe fut remplacé par un feu directionnel vert à la reconstruction. Le phare de Trescadec et de Kergadec forment un alignement au 006°, remplaçant les deux amers pyramidaux qui existaient auparavant aux mêmes emplacements. Ils indiquent aux marins l'entrée de la passe de mauvais temps, permettant d'éviter les écueils de la Basse-Barzic, de la Basse-Pouldu et du plateau de la Gamelle de sinistre réputation. Électrifié le 15 novembre 1931, son feu fut éteint par avis du 19 février 1972.

## Galerie

La plage et son phare
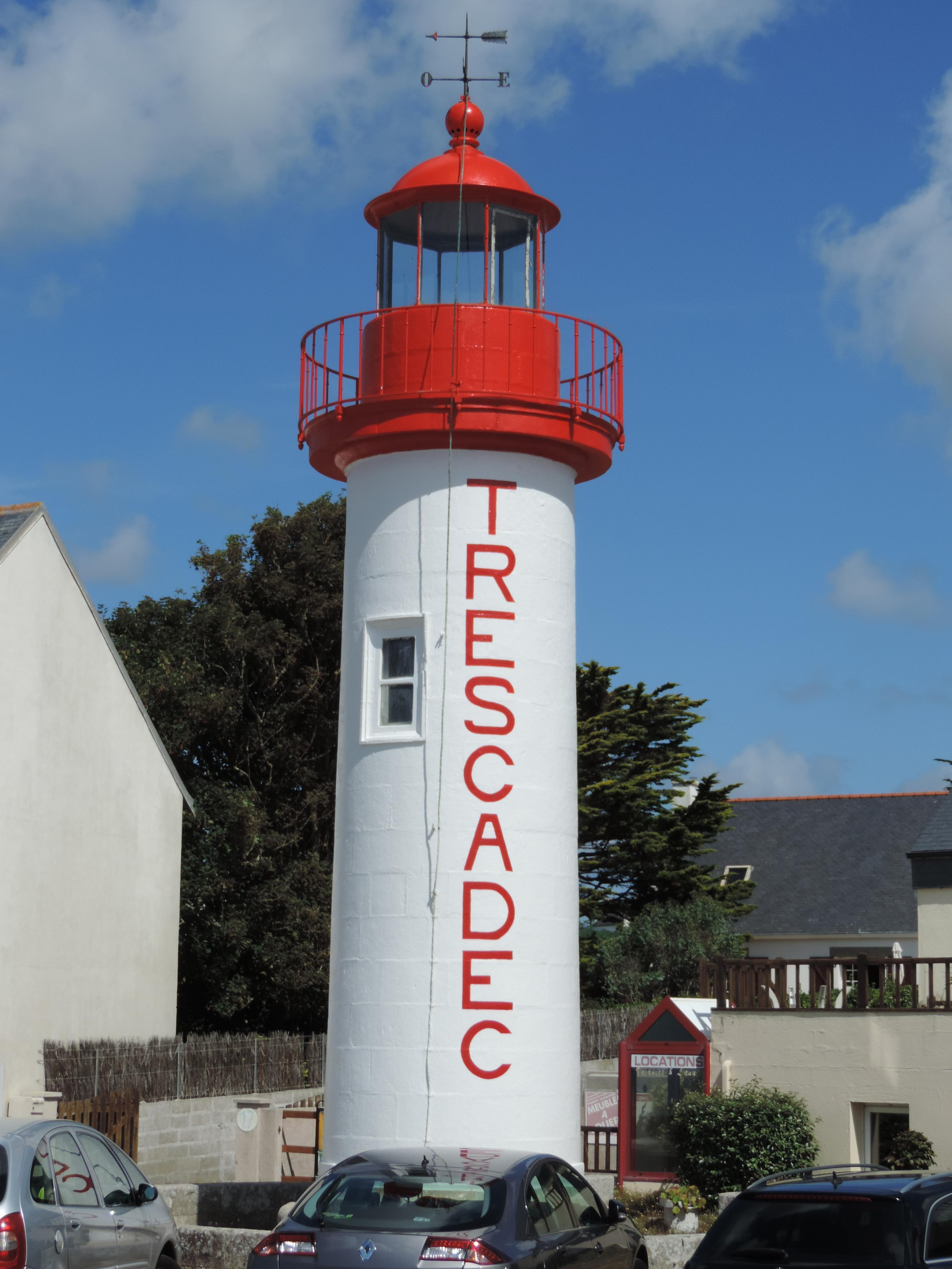
Le phare de Trescadec.
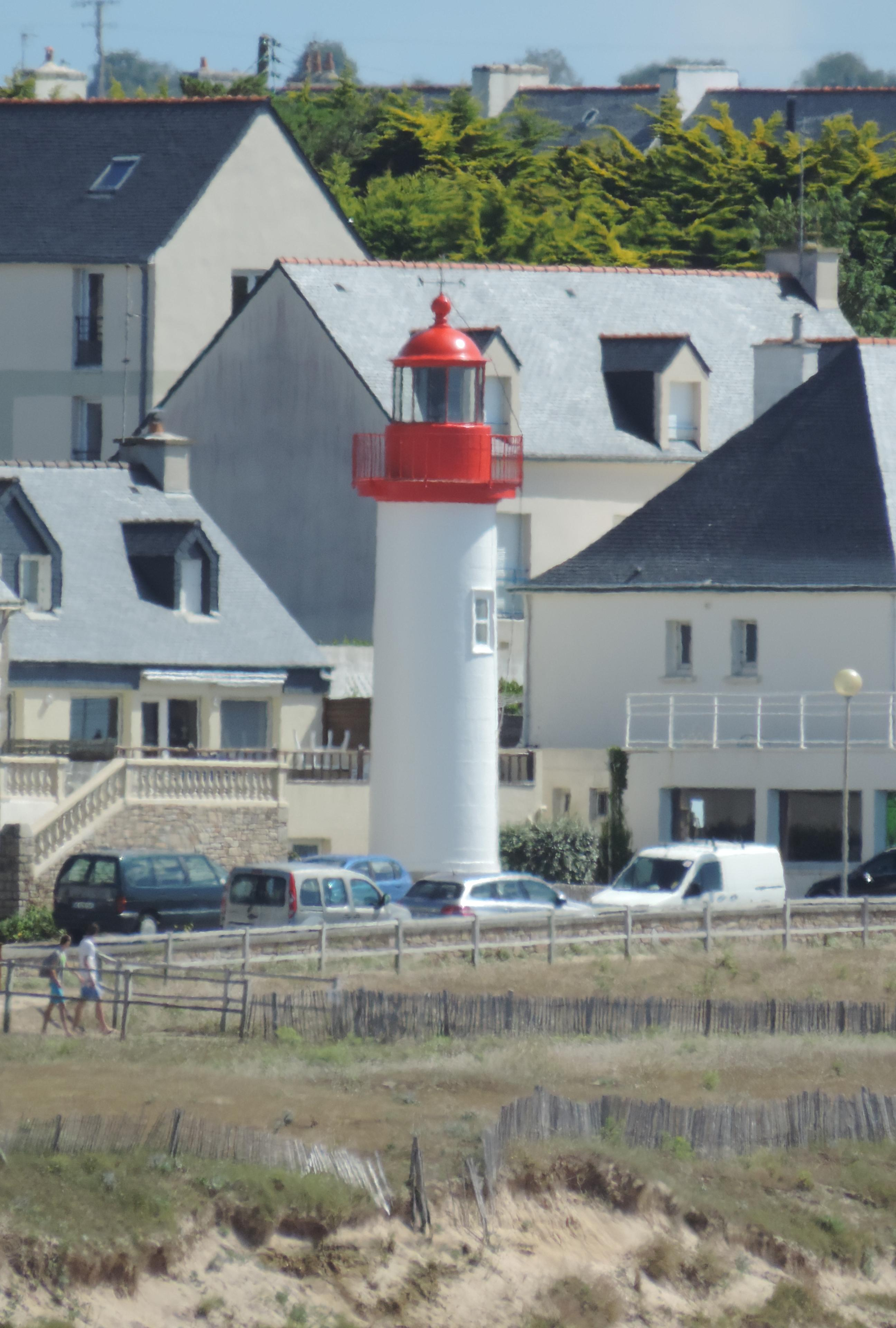
Le phare de Trescadec.
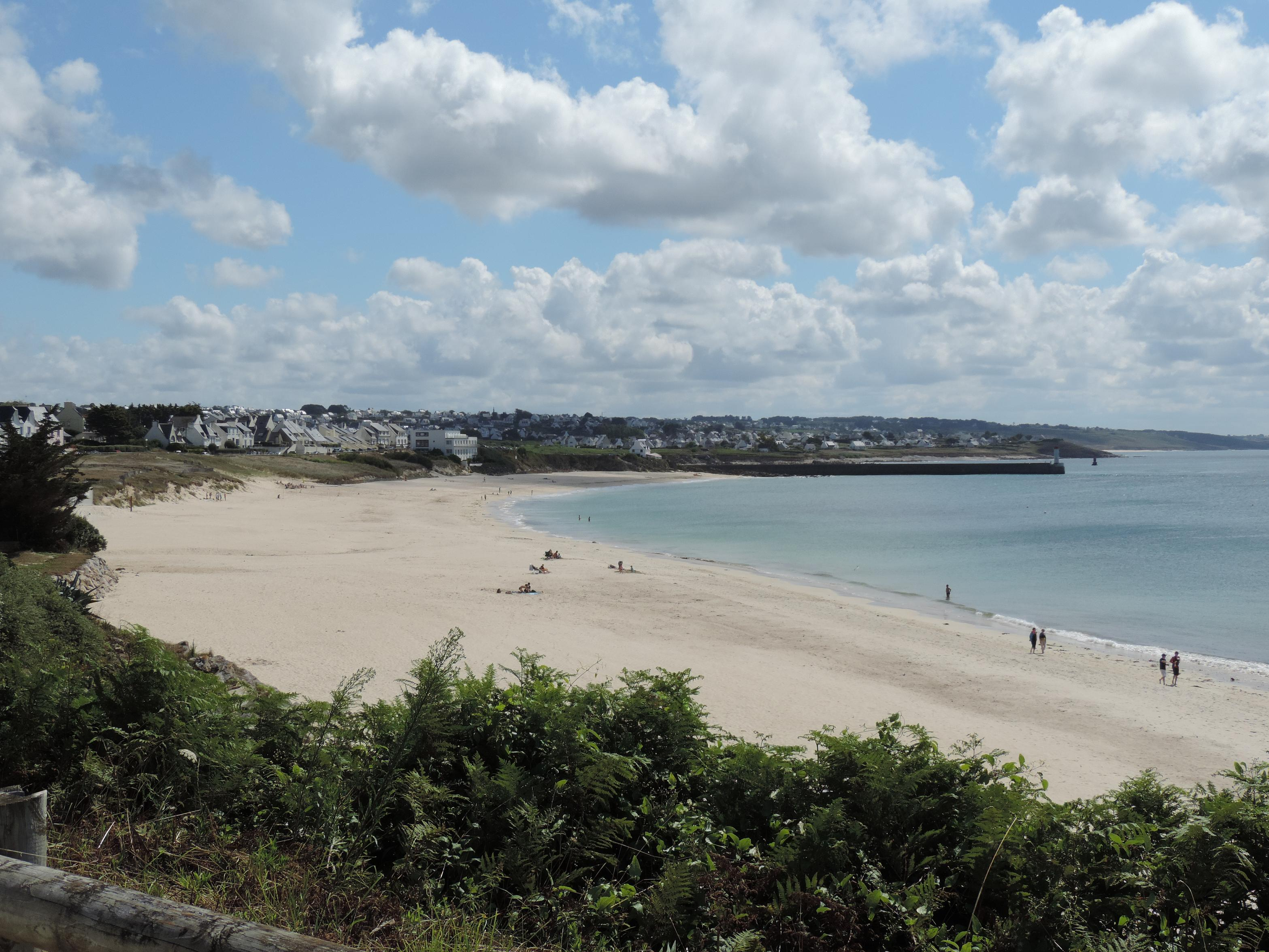
La grande plage d'Audierne.